# Радомир Лукић
Радомир Д. Лукић (Милошевац код Велике Плане, 31. август 1914 — Београд, 31. мај 1999) био је српски правник, универзитетски професор и академик. Лукић је био члан Српске академије наука и уметности, редовни професор Правног факултета Универзитета у Београду, теоретичар правних наука, оснивач катедре за филозофију и социологију права.

## Биографија
Рођен је као Радомир Антонијевић 1914. године у скромној, сељачкој породици у поморавском селу Милошевцу. Исте године отац Душан му је као осамнаестогодишњак мобилисан због почетка Првог светског рата. С обзиром да пре тога није служио војску, бива послат у Битољ на обуку, као регрут, али тамо од последица пегавог тифуса убрзо умире, где бива сахрањен на војничком гробљу. Са само 2,5 године Радомир остаје и без мајке (Зорка дев. Бојковић) која умире од туберкулозе. Од тада сву бригу о њему преузима му деда, Лука. С обзиром да је Радомир једино чељаде које му остаје у кући, при упису у основну школу, деда замоли учитеља да му унука упише по себи, под презименом Лукић, што овај и прихвата. Радомира је учио познати милошевачки учитељ, Анта (Антоније Љ. Максимовић), који је велику пажњу посвећивао свом послу и који је одмах препознао велику Радомирову надарености и посвећеност науци. Због тога је по завршетку основне школе, беспоговорно од деда Луке захтевао да свог унука упише у пожаревачку гимназију и тако настави са школовањем. Иако је деда био против тога, јер је Радомира хтео уз себе, као јединог свог наследника након губитка сина, а и због тешке материјалне ситуације, ипак је морао да прихвати. Радомир одлази на даље школовање али никад не заборавља свог деду, своје корене и своје село, коме се увек враћа.
Дипломирао је на Правном факултету Универзитета у Београду 1937. године, на који је, по сопственој причи, због мањка новца долазио само на испите. Две године касније докторирао је на париској Сорбони одбранивши дисертацију Обавезна снага правне норме - проблем објективног права. Занимљиво је да се Лукић на одбрани докторске дисертације појавио у српској, шумадијској, народној ношњи, што је изазвало чуђење код чланова комисије, а након тога је уследило Лукићево питање „Да ли желите да браним рад на француском или енглеском језику?"
Пред Други светски рат, 1940. године, избором у доцентско звање започиње универзитетску каријеру на Правном факултету Београдског универзитета. Био је предавач и у Греноблу, Паризу, Ници, Варшави, Москви и Келну. У САНУ улази 1961. године као дописни члан, редовни од 1970. Секретар САНУ (1971−1974), потпредседник САНУ (1974−1977), а секретар Одељења друштвених наука (1981−1982).
Међу студентима је словио за строгог професора који су се више од петице прибојавали његових врцавих досетки. Ретко се појављивао у јавности.
Сахрањен је у родном Милошевцу, где основна школа носи његово име.

## Дела и наслеђе
Радомир Д. Лукић је написао први југословенски уџбеник социологије. Сабрана дела академика Лукића објављена 1995. године обухватају 11 томова или 4.600 страница.
На Правном факултету Универзитета у Београду додељују се стипендије из фондације „Радомир Д. Лукић“. Такође на поменутом факултету највећи амфитеатар (популарна петица) носи име „Радомир Лукић“.
У родном селу Милошевцу основна школа од 2000. године носи његово име, а испред зграде суда у Великој Плани постављена је његова спомен биста.
3. октобра 2016. добио је бисту у Малом Ташмајдану у Београду.